# Ignaz Guarini
Ignaz Guarini, eigentlich Ignatius Guarini SJ (* 30. Juli 1676 in Lecce; † 28. April 1748 in Dresden) war Hofbeichtvater von August III., König von Polen und Kurfürst von Sachsen und dessen Gemahlin Maria Josepha von Österreich.

## Leben
Pater Guarini war ein Jesuit und Professor für Philosophie und Mathematik und gab 18 Jahre lang in Rom Vorlesungen über Kontroverstheologie.

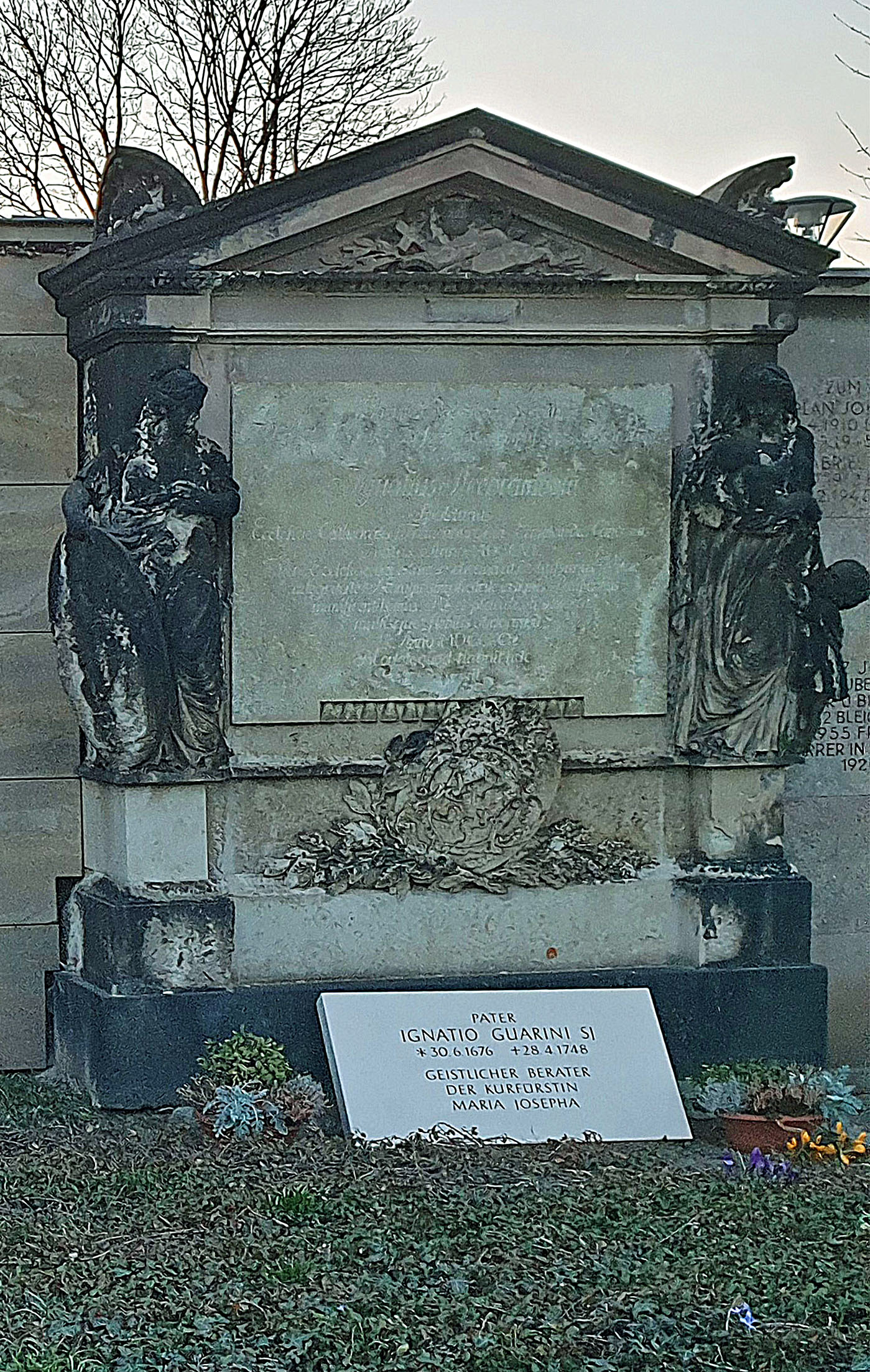
Grabstätte Ignaz Guarini SJ

Papst Clemens XI. beauftragte ihn, dem Kaiser Karl VI. 1719 in Wien ein Dankschreiben der Kurie anlässlich der Vermählung von dessen Nichte Maria Josepha mit dem damaligen sächsischen Kurprinzen Friedrich August zu übermitteln. Anschließend suchte er auch den Kurprinzen in Venedig auf, wo dieser noch weilte, um auch diesem die Glückwünsche zu überbringen.
1738 wurde er von der Kurie unter Papst Clemens XII. an den katholischen Dresdner Hof gesandt, um dort als religiöser Beistand für das Herrscherpaar, aber vor allem, um als deren politischer Berater den Einfluss des Vatikans und der katholischen Kirche im ansonsten protestantischen Kurstaat zu stärken.
Er war wesentlich am Sturz von Aleksander Józef Sułkowski als erstem Minister beteiligt. Auch war er Unterstützer des italienischen Baumeisters Gaetano Chiaveri, dessen künstlerische Entwürfe er maßgeblich mit beeinflusste. So arbeitete er auch an den Entwürfen zum Bildprogramm der Dresdner Hofkirche mit, das von Lorenzo Mattielli mit 78 überlebensgroße Heiligenstatuen für die Fassaden, den Turm und die beiden Balustraden der Kirche umgesetzt wurde.
Seine Grabstätte befindet sich auf dem Alten Katholischen Friedhof in Dresden.

## Film
- In der aufwändig produzierten DDR-Filmreihe Sachsens Glanz und Preußens Gloria wurde er von Volkmar Kleinert gespielt.